# Смерть на зльоті
«Смерть на зльоті» (рос. «Смерть на взлёте») — радянський художній фільм, знятий в 1982 році за мотивами книги Андрія Соловйова «Вовки гинуть в капканах». Прем'єра на телебаченні відбулася 14 лютого 1983 року.

## Сюжет
Радянський учений Ігор Олександрович Кримов працює в секретному інституті і займається дослідженнями, спрямованими на створення експериментальних видів броньованої сталі. У житті Кримова з'являється дівчина Нора, що представилася йому етнографом з Прибалтики, яка насправді є агентом Джильбертом, що працює на західні спецслужби. Роздобувши секретну інформацію через Нору, резидент розвідки в Москві Макс Бейн намагається завербувати Кримова, однак Кримов категорично відмовляється…

## У ролях
- Юрій Демич —  Ігор Олександрович Кримов, вчений, співробітник секретного інституту
- Неллі Пшонна —  Нора Браун, перекладачка; вона ж Евві Мейєр; вона ж агент «Джильберт»
- Леонід Сатановський —  Макс Бейн, резидент іноземної розвідки
- Костянтин Желдін —  Венсон, він же скупник коштовностей «Костянтин Борисович»
- Сергій Яковлєв —  Уваров, полковник КДБ
- Анатолій Ромашин —  Борис Васильович Смолін, співробітник КДБ
- Борис Гусаков —  Павло Жарков, співробітник КДБ
- Володимир Новіков —  Сергій, друг Кримова
- Ельза Леждей —  Юта, «журналістка», напарниця Макса Бейна
- Олександр Дік —  Леррі Спелсі, співробітник торгового представництва
- Всеволод Платов —  Аркадій Михайлович Бармін, науковий керівник Кримова
- Гліб Плаксін —  пан Норман, шеф іноземної розвідки
- Ерванд Арзуманян —  Годвін, секретар бюро іноземної розвідки
- Микола Бармин —  член комісії
- Олександра Данилова —  Серафима, сусідка «Кадета»
- Наталія Трубнікова —  колега Кримова
- Лариса Кронберг (Соболевська) —  подружка Леррі Спелсі
- Віктор Фокін —  злодій-шантажист

## Знімальна група
- Режисер — Хасан Бакаєв
- Сценаристи — Володимир Кузнецов, Андрій Соловйов
- Оператор — Георгій Купріянов
- Композитор — Георгій Фіртич
- Художник — Валентин Поляков